# Róża (Gniezno)

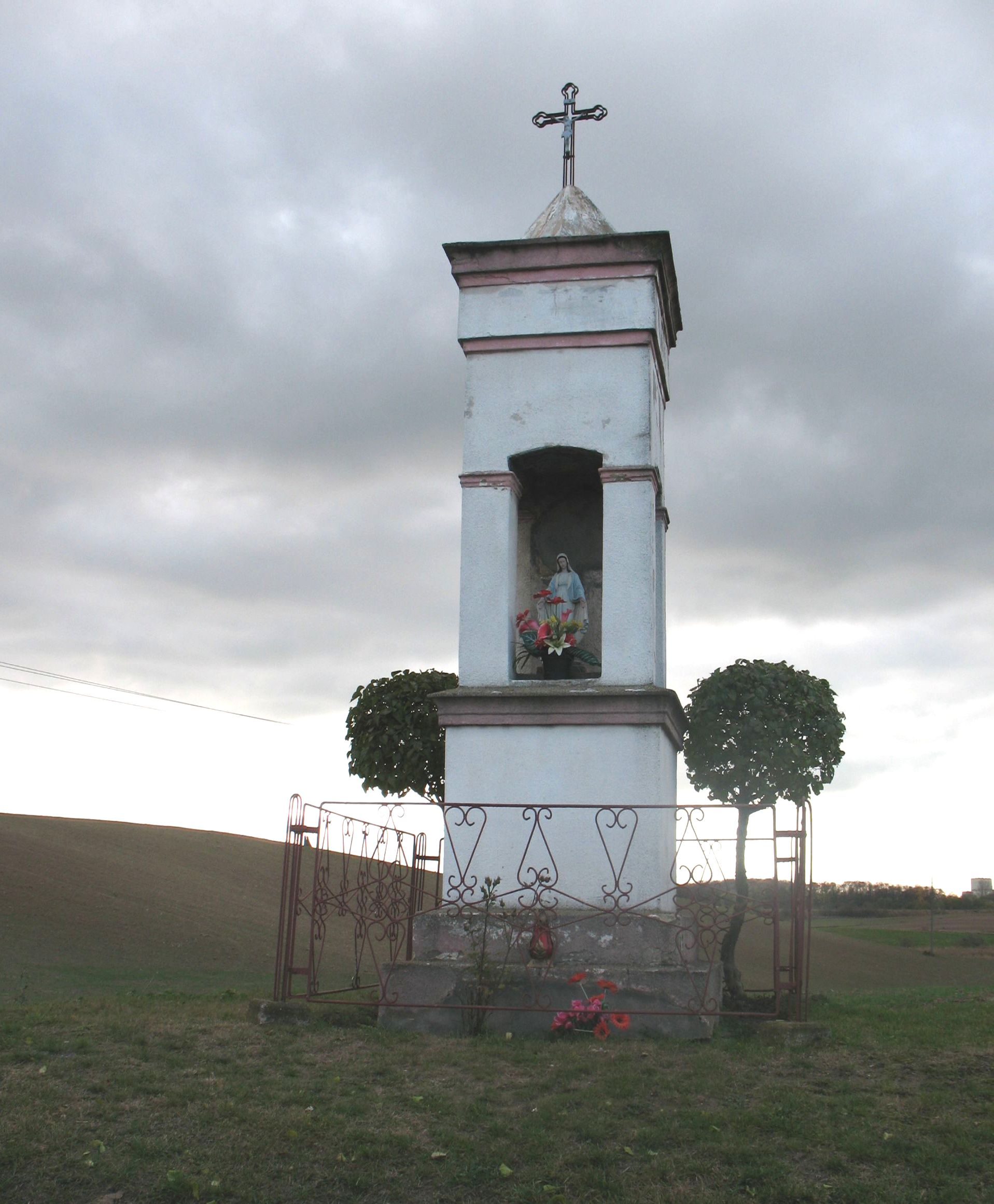
Kapliczka przy południowej części ul. Zamiejskiej

Róża – osiedle w północno-wschodniej części Gniezna, ok. 1500 mieszkańców. W okresie międzywojennym Antoni Laubitz ufundował na osiedlu Róża budowę tanich mieszkań dla gnieźnieńskich bezrobotnych. Zabudowa w północnej części typowo wiejska, zaś w południowej części zabudowa jednorodzinna i przemysłowo - handlowa. Na osiedlu, w dolinie polodowcowej, znajduje się niewielkie Jezioro Koszyk oraz skrzyżowanie dróg krajowych nr 5 (E-261) i 15, tzw. "Węzeł Róża" wybudowany w 2005. Od zachodu graniczy z dzielnicami Winiary, Osiedle Tysiąclecia, Osiedle Ustronie, od południa z dzielnicą Arkuszewo, od północy ze wsią Wełnica, od wschodu ze wsią Jankówko.

## Ulice
- Szopena
- Hetmańska
- Kanclerska
- Karłowicza
- Kresowa
- Kruszwicka
- Lutosławskiego
- Podkomorska
- Roosevelta
- Rycerska
- Senatorska
- Trzemeszeńska
- Wełnicka
- Zabłockiego
- Zamiejska (Rada Osiedla nr 12)
- Zatorze
- Zgodna